# Pınarkent
Pınarkent (türkisch für Quellenstadt) ist eine Kleinstadt im Landkreis Denizli der gleichnamigen türkischen Provinz.

## Geographie
Pınarkent liegt etwa 16 km östlich der Provinzhauptstadt Denizli auf der Südseite des fruchtbaren Aksu-Tales (deutsch: Weißes Wasser). Das Tal wird im Norden von den 600 m hohen Ausläufern der Cökelez Berge begrenzt und im Süden von den eintausend Meter hohen Ausläufern des Eşler-Gebirge eingerahmt. Pınarkent liegt an dessen Nordhang zwischen 102 m (Aksu-Tal) und 488 m (60. Straße) Höhe.
Plattentektonisch betrachtet liegt das Aksu-Tal auf der Anatolischen Platte, im Spannungsgebiet mit der Ägäischen und Afrikanischen Platte. So kommt es relativ häufig zu Erdbeben und Erdstößen; die letzten drei ereigneten sich am 13. Juli 2013 (Stärke 3,0 auf der Richterskala), am 10. Juni 2012 (Stärke 2,2) und am 19. März 2012 (Stärke 3,2).
Angebunden ist der Ort an die Kreis- und Provinzhauptstadt Denizli durch die Nationalstraße 320, die weiter nach Osten Richtung Dinar führt und nördlich der Stadt entlangläuft.
Eine Autobahn von Aydın nach Kocabaş, die am Nordrand des Tales entlangführen soll, ist in Planung. Die Bahnlinie von Izmir nach Afyon geht durch den Ort, Züge halten aber nicht mehr.
Die Nachbargemeinden sind Honaz im Südosten, Akkale im Westen, Kocadere im Norden und Kocabaş im Osten.
Der Talboden ist auf Grund der zahlreich angeschwemmten Sedimente aus dem anatolischen Hochland sehr fruchtbar und wird intensiv kultiviert.
Das Tal hat ein mildes mediterranes Klima. Die Temperaturen können während des Sommers bis zu 45˚C erreichen und im Gebirge im Winter bis auf -10˚C fallen. Niederschlagreichste Jahreszeit ist der Winter.
Pınarkent hatte laut der letzten Volkszählung 5.390 Einwohner (Stand Ende Dezember 2012).
| Datum | Einwohner (Hauptwohnsitze) |
| ----- | -------------------------- |
| 1965  | 1.244                      |
| 1970  | 1.307                      |
| 1975  | 1.447                      |
| 1980  | 1.539                      |
| 1985  | 1.632                      |
| 1990  | 2.169                      |
| 2000  | 2.791                      |
| 2007  | 4.973                      |
| 2008  | 4.909                      |
| 2009  | 4.946                      |
| 2010  | 5.108                      |
| 2011  | 5.265                      |
| 2012  | 5.390                      |

## Geschichte
Während der Byzantinischen Zeit war die Gegend von Griechen besiedelt. Ab ca. 1100 wurde das Gebiet von der turkmenischen Dynastie der Danischmenden (türkisch: Danişmendliler) erobert. Diese lebten nomadisch in diesem Gebiet. 1176 schlugen die Seldschuken die Danischmenden und regierten das Tal, ab dem 14. Jahrhundert übernahmen die Osmanen die Herrschaft. Im 18. Jahrhundert gelang es den Osmanen nach einigen Scharmützeln, die Turkmenen zur Aufgabe des Nomadentums zu bewegen uns diese ließen sich im heutigen Pinarkent nieder. Mit einher ging auch die Umstellung von extensiver Schafweidewirtschaft auf die Landwirtschaft. Im 20. Jahrhundert konnte dank moderner Bewässerungsanlagen die Ertragslage enorm gesteigert werden und durch bessere Verkehrswege gab es mehr Absatzmärkte. Das Dorf wurde am 15. November 1992 zur Stadt erhoben. 2013 wurde ein großes Erholungsgebiet, der Akköprü, mit Fußballplatz, Wasser und Grillplätzen gebaut.
Die seit der Antike in der Gegend lebende griechische Bevölkerung, die Anfang des 20. Jahrhunderts fast die Hälfte der Bevölkerung ausmachte, wurde nach dem Griechisch-Türkischen Krieg 1919–1923 im Rahmen der Konvention über den Bevölkerungsaustausch zwischen Griechenland und der Türkei 1923 vollständig vertrieben.

## Verwaltung und Politik
Das Verwaltungsgebiet von Pınarkent, das zum Landkreis (türkisch: ilçe) Denizli gehört, gliedert sich in die drei Stadtteile (türkisch machalla) Çömleksaz, Koyunaliler und Böceli, die jeweils von einem Muhtar (Dorfvorsteher) verwaltet werden. Neben den jeweiligen Muhtarlar wählt die ganze Stadt einen Bürgermeister sowie einen sechsköpfigen Stadtrat.
Bürgermeister (türkisch: belediye başkanı) ist seit 1994 Ali Taşdemir von der AKP, der 2014 wieder gewählt wurde. Im Stadtrat hat die AKP seit 2009 eine Mehrheit.
Bei den letzten Parlamentswahlen 2009 erreichte die AKP (islamisch-konservativ) 46 %, die CHP (Republikanische Volkspartei) 38 %, die DSP (demokratische Linkspartei) 11 % und die MHP (nationalistisch, rechts) 3 % der Stimmen.

## Wirtschaft
Haupterwerbszweig ist die intensive Landwirtschaft im Tal des Aksu. Es dominiert der Baumwollanbau; ein Fruchtstand der Baumwolle befindet sich deswegen auf dem Stadtsiegel. Mittlerweile haben sich vier Textilbetriebe zur Verarbeitung der einheimischen Baumwolle in der Stadt niedergelassen, die Arbeitsplätze bieten (Serge, Afzana, Munir, Eralgüç). Daneben wird Travertin (Kalktuffstein) abgebaut. Die meisten Arbeitnehmer pendeln aber nach Denizli.
Tourismus spielt keine Rolle, obwohl die Stadt nur 22 km von Pamukkale entfernt liegt, aber abseits von den Touristenrouten. Die Ruinen von Kolossai, bekannt von den Paulusbriefen an die Kolosser, liegen ca. acht km südwestlich von Pinarkent und sind touristisch nicht erschlossen.